# Meister der Anbetung Thyssen

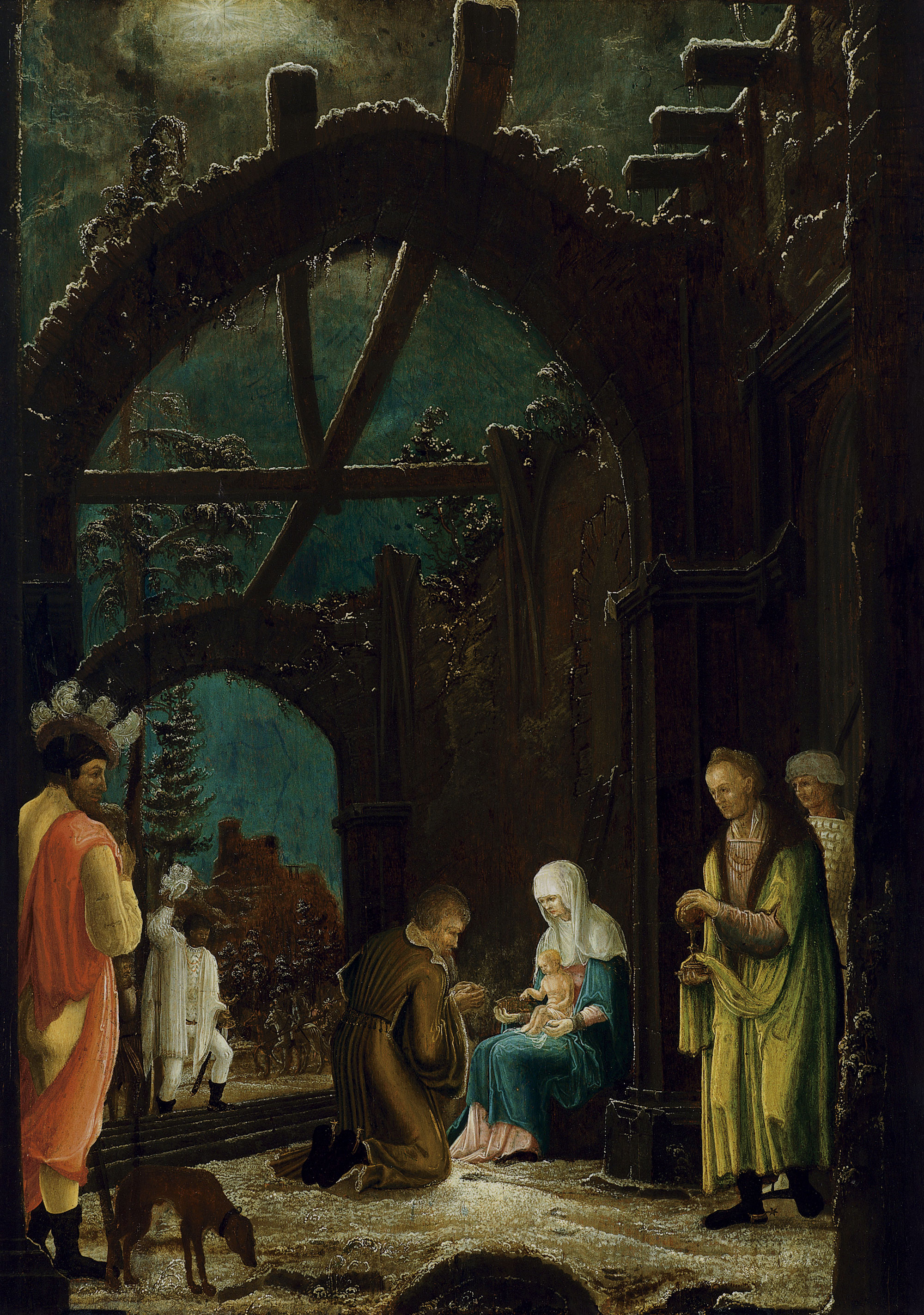
Meister der Anbetung Thyssen: Die Anbetung der Könige. 1520, Donauraum. (auch Wolf Huber zugeordnet)

Als Meister der Anbetung Thyssen wird ein Maler bezeichnet, der Anfang des 16. Jahrhunderts wahrscheinlich im bayrischen oder österreichischen Donauraum tätig war. Der namentlich nicht bekannte Künstler erhielt seinen Notnamen zuerst nach dem von ihm ca. 1520 gemalten Bild Die Anbetung der Könige, das in der Sammlung Thyssen in Lugano enthalten war. Das Werk befindet sich heute im Kloster von Pedralbes (span. Monasterio de Pedralbes) bei Barcelona als Teil der permanenten Ausstellung Fundación Colección Thyssen-Bornemisza.
Der Meister der Anbetung Thyssen stellt in seinem Bild die Heiligen Drei Könige bei der Anbetung des Jesuskindes dar. Das Werk wurde vor der Zuschreibung an den Meister als ein Werk des Renaissance-Malers Wolf Huber betrachtet. In der Kunstgeschichte wurde die Zuordnung zu einer eigenständigen anderen Hand dann aber weiter bestätigt und einige wenige andere Bilder und Zeichnungen dem anonym gebliebenen Künstler zugeordnet.
Der Stil des Meisters der Anbetung Thyssen zeigt den Übergang der Spätgotik in den aufgeklärtem Humanismus der Renaissance, was z. B. die genauere Betrachtung und naturgetreue Darstellung der Natur und z. B. Lichteinfall und Schattenwurf in den Bildern aufzeigt. Bei dem in der Anbetung verwendeten Malstil ist ein Einfluss von Albrecht Altdorfer und Wolf Huber erkennbar.